# Liste bekannter Kunsthistoriker
Die Liste bekannter Kunsthistoriker führt Kunsthistoriker und Kunsthistorikerinnen alphabetisch auf, die in ihrem Fach Kunstgeschichte Überragendes geleistet haben und/oder sehr bekannt geworden sind. Alle anderen Kunsthistoriker und Kunsthistorikerinnen lassen sich in der Kategorie:Kunsthistoriker finden. Prominente Personen, die unter anderem auch kunsthistorische Schriften verfasst haben, finden sich nur in Ausnahmefällen in dieser Liste.

## A
- Nikolaj Aaron (* 1956)
- James S. Ackerman (1919–2016)
- Marion Ackermann (* 1965)
- Jean Adhémar (1908–1987)
- Gert Adriani (1908–1989)
- Götz Adriani (* 1940)
- Julianna Ágoston
- Anni Albers (1899–1994)
- Carl Aldenhoven (1842–1907)
- Michail Alpatow (1902–1986)
- Svetlana Alpers (* 1936)
- Jean-Christophe Ammann (1939–2015)
- Keith Andrews (1920–1989)
- Frederick Antal (1888–1954)
- Fedja Anzelewski (1919–2010)
- Nóra Aradi (1924–2001)
- Giulio Carlo Argan (1909–1992)
- Walter Armstrong (1850–1918)
- Karl Arndt (1929–2018)
- Rudolf Arnheim (1904–2007)
- Tivadar Artner (1929–1999)
- Marcel Aubert (1884–1962)
- Erna Auerbach (1897–1975)
- Wolfgang Augustyn (* 1957)
- Hans Aurenhammer (* 1958)

## B
- Hannah Baader (* 1966)
- Kurt Badt (1890–1973)
- Mieke Bal (* 1946)
- Ludwig von Baldass (1887–1963)
- Umberto Baldini (1921–2006)
- Filippo Baldinucci (1625–1696)
- Jurgis Baltrušaitis (1903–1988)
- Anna Banti (1895–1985)
- Françoise Bardon (1925–2005)
- Paul Barolsky (* 1941)
- Alfred Barr (1902–1981)
- Adam von Bartsch (1757–1821)
- René van Bastelaer (1865–?)
- Eugenio Battisti (1924–1989)
- Kurt Bauch (1897–1975)
- Hermann Bauer (1929–2000)
- Julius Baum (1882–1959)
- Bettina Baumgärtel (* 1957)
- Fritz Baumgart (1902–1983)
- Marcel Baumgartner (* 1950)
- Reinhold Baumstark (* 1944)
- Michael Baxandall (1933–2008)
- Adolf Bayersdorfer (1842–1901)
- Germain Bazin (1901–1990)
- James Beck (1930–2007)
- Felix Becker (1864–1928)
- Hermann Beenken (1896–1952)
- Lottlisa Behling (1909–1989)
- Adolf Behne (1885–1948)
- Carolin Behrmann (* 1975)
- Stephan Beissel (1841–1915)
- Charles Francis Bell (1871–1966)
- Clive Bell (1881–1964)
- Giovanni Pietro Bellori (1613–1696)
- Irene Below (* 1942)
- Hans Belting (1935–2023)
- Otto Benesch (1896–1964)
- Leonardo Benevolo (1923–2017)
- Emmanuel Bénézit (1854–1920)
- Bernard Berenson (1865–1959)
- Mary Berenson (1864–1945)
- John Berger (1926–2017)
- Renate Berger (* 1947)
- Rudolf Berliner (1886–1967)
- Richard Bernheimer (1907–1958)
- Émile Bertaux (1869–1917)
- Aldo Bertini (1906–1977)
- Peter Betthausen (1941–2025)
- Klaus Gereon Beuckers (* 1966)
- Andreas Beyer (* 1957)
- Jan Białostocki (1921–1988)
- Margarete Bieber (1879–1978)
- Felix Billeter (* 1962)
- Günther Binding (* 1936)
- Gertrud Bing (1892–1964)
- Laurence Binyon (1869–1943)
- Beatrice von Bismarck (* 1959)
- Charles Blanc (1813–1882)
- Matthias Bleyl (* 1953)
- Peter Bloch (1925–1994)
- Eugen Blume (* 1951)
- Anthony Blunt (1907–1983)
- Michael Bockemühl (1943–2009)
- Didier Bodart (* 1942)
- Wilhelm von Bode (1845–1929)
- Wilhelm Boeck (1908–1998)
- Gottfried Boehm (* 1942)
- Friedrich von Boetticher (1826–1902)
- Daniela Bohde (* 1964)
- Melchior Boisserée (1786–1851)
- Sulpiz Boisserée (1783–1854)
- Till-Holger Borchert (* 1967)
- Tancred Borenius (1885–1948)
- Joseph de Borchgrave d’Altena
- Eva Börsch-Supan (1932–2022)
- Helmut Börsch-Supan (* 1933)
- Kristin Böse (* 1973)
- Gerhard Bott (1927–2022)
- Sandro Bottari
- Cesare Brandi (1906–1988)
- Lotte Brand Philip (1910–1986)
- Boris von Brauchitsch (* 1963)
- Julie Braun-Vogelstein (1883–1971)
- Wolfgang Braunfels (1911–1987)
- Horst Bredekamp (* 1947)
- Martin Bredenbeck (* 1977)
- Abraham Bredius (1855–1946)
- Albert Erich Brinckmann (1881–1958)
- Anita Brookner (1928–2016)
- Christopher Brown (* 1948)
- Patrica Fortini Brown (* 1936)
- Matthias Bruhn (* 1966)
- Josua Bruyn (1923–2011)
- Sabeth Buchmann (* 1962)
- Hugo Buchthal (1909–1996)
- Tilmann Buddensieg (1928–2013)
- Anneliese Bulling (1900–2004)
- Mercedes Bunz (* 1971)
- Ludwig Burchard (1886–1960)
- Jacob Burckhardt (1818–1897)
- Fritz Burger (1877–1916)
- Günter Busch (1917–2009)
- Werner Busch (* 1944)
- Bruno Bushart (1919–2012)
- Frank Büttner (1944–2016)
- Nils Büttner (* 1967)

## C
- Enzo Carli (1910–1999)
- David Carritt (1927–1982)
- Giovanni Battista Cavalcaselle (1819–1897)
- Roland Fréart de Chambray (1606–1676)
- André Chastel (1912–1990)
- László Castiglione (1927–1984)
- Ulrich Christoffel (1891–1975)
- Johannes Cladders (1924–2009)
- Jean Clair (* 1940)
- Kenneth Clark (1903–1983)
- Timothy J. Clark (* 1943)
- Karl-Heinz Clasen (1893–1979)
- Karl Clausberg (* 1938)
- Paul Clemen (1866–1947)
- Birgitta Coers (* 1970)
- Bruce Cole (1938–2018)
- William George Constable (1887–1976)
- Walter William Spencer Cook (1888–1962)
- Ananda Coomaraswamy (1877–1947)
- Louis Courajod (1841–1896)
- Janet Cox-Rearick (1930–2018)
- Jorge Juan Crespo de la Serna (1887–1978)
- Benedetto Croce (1866–1952)
- Sumner McKnight Crosby (1909–1982)
- Joseph Archer Crowe (1825–1896)

## D
- Hubert Damisch (1928–2017)
- Whitney Davis (* 1958)
- Bernhard Degenhart (1907–1999)
- Georg Dehio (1850–1932)
- Friedrich Wilhelm Deichmann (1909–1993)
- Hanna Deinhard (1912–1984)
- Marcus Dekiert (* 1970)
- Frederick B. Deknatel (1905–1973)
- Otto Demus (1902–1990)
- Jean-Baptiste Descamps (1706–1791)
- Robert Didier
- Georges Didi-Huberman (* 1953)
- Adolphe Napoleon Didron (1806–1867)
- Peter Diemer (* 1940)
- Michael Diers (* 1950)
- Emilia Francis Strong Dilke (1840–1904)
- Heinrich Dilly (1941–2019)
- Thomas Dittelbach
- Lorenz Dittmann (1928–2018)
- Kornél Divald (1872–1921)
- Campbell Dodgson (1867–1948)
- Charles Reginald Dodwell (1922–1994)
- Burcu Dogramaci (* 1971)
- Robert Dohme (1845–1893)
- Gabi Dolff-Bonekämper (* 1952)
- Angela Dolgner (* 1955)
- Dieter Dolgner (* 1940)
- Annette Dorgerloh (* 1961)
- Franz Adrian Dreier (1924–2000)
- Albert Dresdner (1866–1934)
- Willi Drost (1892–1964)
- Frederik Duparc (* 1948)
- Luitpold Dussler (1895–1976)
- Max Dvořák (1874–1921)
- John C. van Dyke (1856–1932)

## E
- Charles Eastlake (1793–1865)
- Kurt Karl Eberlein (1890–1944/45)
- Johann Konrad Eberlein (* 1948)
- Sybille Ebert-Schifferer (* 1955)
- Caroline van Eck (* 1959)
- Andrea Edel (* 1963)
- Rudolf Eitelberger (1817–1885)
- Herbert von Einem (1905–1983)
- Carl Einstein (1885–1940)
- Colin Eisler (* 1931)
- Lotte H. Eisner (1896–1983)
- Michael Eissenhauer (* 1956)
- Lorenz Eitner (1919–2009)
- Rudi Ekkart (* 1947)
- Ildikó Ember
- Jan Emmens (1924–1971)
- Volkmar Enderlein (* 1936)
- Eleanor von Erdberg (1907–2002)
- Klaus Ertz (1945–2023)
- Leopold Ettlinger (1913–1989)
- Hans Gerhard Evers (1900–1993)

## F
- Tilman Falk
- Konrad Farner (1903–1974)
- Élie Faure (1873–1937)
- Hedwig Fechheimer (1871–1942)
- Philipp Fehl (1920–2000)
- Sabine Fehlemann (1941–2008)
- Frank Fehrenbach (* 1963)
- Günter Feist (1929–2014)
- Peter H. Feist (1928–2015)
- André Félibien (1619–1695)
- Ernest Francisco Fenollosa (1853–1908)
- Justino Fernández García (1904–1972)
- Carl Ludwig Fernow (1763–1808)
- Adolf Feulner (1884–1945)
- Konrad Fiedler (1841–1895)
- Paul Fierens (1895–1957)
- Hippolyte Fierens Gevaert (1870–1926)
- Gabriele Finaldi (* 1965)
- Johann Dominik Fiorillo (1748–1821)
- Oskar Fischel (1870–1939)
- Victoria von Flemming (* 1958)
- James Thomas Flexner (1908–2003)
- Hanns Floerke (1875–1944)
- Henri Focillon (1881–1943)
- Otto H. Förster (1894–1975)
- Edward Waldo Forbes (1873–1969)
- Erik Forssman (1915–2011)
- Marissa Clare Fortescue (* 1973)
- Kurt W. Forster (1935–2024)
- Wilhelm Fraenger (1890–1964)
- Chiara Franceschini
- Alfred M. Frankfurter (1906–1965)
- Paul Frankl (1878–1962)
- David Freedberg (* 1948)
- Sydney Joseph Freedberg (1914–1997)
- Max Hermann von Freeden (1913–2001)
- Birte Frenssen (* 1967)
- Gisèle Freund (1908–2000)
- Dagobert Frey (1883–1962)
- Beate Fricke (* 1974)
- Michael Fried (* 1939)
- Max J. Friedländer (1867–1958)
- Walter Friedlaender (1873–1966)
- Albert M. Friend (1894–1956)
- Theodor von Frimmel (1853–1928)
- Johann Michael Fritz (* 1936)
- Ursula Frohne (* 1958)
- Christoph Luitpold Frommel (* 1933)
- Hubertus Froning
- Roger Fry (1866–1934)
- Carl Ludwig Fuchs (1945–2019)
- Beatriz de la Fuente (1929–2005)
- Lajos Fülep (1885–1970)

## G
- Thomas W. Gaehtgens (* 1940)
- Klaus Gallwitz (1930–2021)
- Dario Gamboni (* 1954)
- Joseph Gantner (1896–1988)
- Hubertus Gaßner (* 1950)
- Théophile Gautier (1811–1872)
- Ulrike Gehring (* 1969)
- Peter Geimer (* 1965)
- Irene Geismeier (* 1935)
- Willi Geismeier (1934–2007)
- Hendrik Enno van Gelder (1876–1960)
- Jan Gerrit van Gelder (1903–1980)
- Stefan Germer (1958–1998)
- Horst Gerson (1907–1978)
- Kurt Gerstenberg (1886–1968)
- Teréz Gerszi (1927–2023)
- Heinrich von Geymüller (1839–1909)
- Sigfried Giedion (1888–1968)
- Carola Giedion-Welcker (1893–1979)
- Curt Glaser (1879–1943)
- Gustav Glück (1871–1952)
- Karin Gludovatz (* 1970)
- Adolph Goldschmidt (1863–1944)
- Ludwig Goldscheider (1896–1973)
- Ernst Gombrich (1909–2001)
- Edmond Goncourt (1822–1896)
- Jules Goncourt (1830–1870)
- Barbara Göpel (1922–2017)
- Erhard Göpel (1906–1966)
- Erhard Gorys (1926–2004)
- Marie Luise Gothein (1863–1931)
- Cecil Gould (1918–1991)
- Lawrence Gowing (1918–1991)
- André Grabar (1896–1990)
- Walter Grasskamp (* 1950)
- Oliver Grau (* 1965)
- Otto Grautoff (1876–1937)
- Johannes Grave (* 1976)
- Camilla Gray (1936–1971)
- Ariane Grigoteit (* 1961)
- Claus Grimm (* 1940)
- Herman Grimm (1828–1901)
- Ernst Günther Grimme (1926–2003)
- August Grisebach (1881–1950)
- Louis Grodecki (1910–1982)
- Will Grohmann (1887–1968)
- Hans Werner Grohn (1929–2009)
- Cornelis Hofstede de Groot (1863–1930)
- Georg Ulrich Großmann (* 1953)
- Ludwig Grote (1893–1974)
- Andreas Grote (1929–2015)
- Sturla Gudlaugsson (1913–1971)
- Ernst Guldan (1927–1997)
- Cornelius Gurlitt (1850–1938)

## H
- Bob Haak (1926–2005)
- Werner Haftmann (1912–1999)
- Hanno Hahn (1922–1960)
- Christian Ludwig von Hagedorn (1712–1780)
- Werner Hager (1900–1997)
- Richard Hamann (1879–1961)
- Richard Hamann-Mac Lean (1908–2000)
- George Heard Hamilton (1887–1968)
- Harold Hammer-Schenk (* 1944)
- Daniela Hammer-Tugendhat (* 1946)
- Eberhard Hanfstaengl (1886–1973)
- Dorothea von Hantelmann (* 1969)
- Gustav Friedrich Hartlaub (1884–1963)
- Frederick Hartt (1914–1991)
- Arthur Haseloff (1872–1955)
- Francis Haskell (1928–2000)
- Carlos van Hasselt (1929–2009)
- Wilhelm Hausenstein (1882–1957)
- Arnold Hauser (1892–1978)
- Reiner Haussherr (1937–2018)
- Egbert Haverkamp-Begemann (1923–2017)
- Mary Margaret Heaton (1836–1883)
- Kilian Heck (* 1968)
- William S. Heckscher (1904–1999)
- Ernst Heidrich (1880–1914)
- Detlef Heikamp (* 1927)
- Carl Heinrich von Heineken (1707–1791)
- Günther Heinz (1927–1992)
- Carl Georg Heise (1890–1979)
- Julius Held (1905–2002)
- Jutta Held (1933–2007)
- Gisela Helmecke (* 1951)
- Eberhard Hempel (1886–1967)
- Imre Henszlman (1813–1888)
- Alfred Hentzen (1903–1985)
- Klaus Herding (1939–2018)
- Federico Hermanin (1868–1953)
- Edgar Hertlein (* 1935)
- George L. Hersey (1927–2007)
- Wulf Herzogenrath (* 1944)
- Michael Hesse (1951–2024)
- Theodor Hetzer (1890–1946)
- Ludwig Heinrich Heydenreich (1903–1978)
- Howard Hibbard (1928–1984)
- Hans Hildebrandt (1878–1957)
- Arthur M. Hind (1880–1957)
- Berthold Hinz (* 1941)
- Hermann Hipp (* 1944)
- Karin Hirdina (1941–2009)
- Henry-Russell Hitchcock (1903–1987)
- Martin Hochleitner (* 1970)
- Gustav René Hocke (1908–1985)
- Michael Hofbauer (* 1961)
- Sigrid Hofer (* 1956)
- Werner Hofmann (1928–2013)
- Hans H. Hofstätter (1928–2016)
- Hans Holländer (1932–2017)
- Christian von Holst (* 1941)
- Niels von Holst (1907–1993)
- Elizabeth Gilmore Holt (1906–1987)
- Godefridus Johannes Hoogewerff (1884–1963)
- William Hood (* 1940)
- Charles Hope (* 1945)
- Heinrich Gustav Hotho (1802–1873)
- Arnold Houbraken (1660–1719)
- Deborah Howard (* 1946)
- Rüdiger Hoyer
- Erich Hubala (1920–1994)
- Hans Dieter Huber (* 1953)
- Andrea von Hülsen-Esch (* 1961)
- Andreas Hüneke (1944–2024)
- Wolfgang Hütt (1925–2019)
- Eduard Hüttinger (1926–1998)
- Robert Studley Forrest Hughes (* 1938)
- Roger Adolf d’Hulst (1917–1996)
- Norbert Huse (1941–2013)
- Eva Huttenlauch (* 1981)
- Réné Huyghe (1906–1997)

## I
- Albert Ilg (1847–1896)
- Max Imdahl (1925–1988)
- Joseph Imorde (* 1963)
- Arnold Ipolyi (1823–1886)

## J
- Joachim Jacoby
- Carola Jäggi (* 1963)
- Hans Jaffé (1915–1984)
- Michael Jaffé (1923–1997)
- Johannes Jahn (1892–1976)
- Anna Jameson (1797–1860)
- Hubert Janitschek (1846–1893)
- Horst W. Janson (1913–1982)
- Hans Jantzen (1881–1967)
- Gotthard Jedlicka (1899–1965)
- Jens Christian Jensen (1928–2013)
- Margarethe Jochimsen (1931–2016)
- Roger Jones
- Max Jordan (1837–1906)
- Jürgen Julier (1942–1994)
- Monica Juneja (* 1955)
- Franciscus Junius der Jüngere (1591–1677)
- Carl Justi (1832–1912)
- Ludwig Justi (1876–1957)

## K
- Joachim Kaak (* 1957)
- Walter Kaesbach (1879–1961)
- Frank Matthias Kammel (* 1961)
- Alfred Kamphausen (1906–1982)
- Ernst Kantorowicz (1895–1963)
- Gertrud Kantorowicz (1876–1945)
- Roland Kanz (* 1961)
- Hans Karlinger (1882–1944)
- Guido Kaschnitz von Weinberg (1890–1958)
- Adolf Katzenellenbogen (1901–1964)
- Georg Kauffmann (1925–2010)
- Hans Kauffmann (1896–1983)
- Claus Michael Kauffmann (1931–2023)
- Edgar Kaufmann junior
- Henry Keazor (* 1965)
- Hugo Kehrer (1876–1967)
- Harald Keller (1903–1989)
- Martin Kemp (* 1942)
- Wolfgang Kemp (* 1946)
- Stephan Kemperdick (* 1960)
- Wolfgang Kermer (* 1935)
- Guido Joseph Kern (1878–1953)
- Margit Kern (* 1968)
- Gottfried Kerscher (* 1954)
- Wolfgang F. Kersten (* 1954)
- Hiltrud Kier (* 1937)
- Elisabeth Kieven (* 1947)
- Fiske Kimball (1888–1955)
- Dieter Kimpel (1942–2015)
- Harald Kimpel (* 1950)
- Georgiana Goddard King
- Gottfried Kinkel (1815–1882)
- Thomas Kirchner (* 1954)
- Michael Kitson
- Ernst Kitzinger (1912–2003)
- Friederike Klauner (1916–1993)
- Alexander Klee (* 1964)
- Peter K. Klein (* 1942)
- Rüdiger Klessmann (1927–2020)
- Stephan Klingen (* 1958)
- Francis Donald Klingender (1907–1955)
- Wouter Kloek (* 1945)
- Charlotte Klonk (* 1965)
- Ernst Kloss (1897–1945)
- Wilhelm Koehler (1884–1959)
- Eberhardt König (* 1947)
- Hans Körner
- Hubertus Kohle (* 1959)
- Walter Koschatzky (1921–2003)
- Spiro Kostof (1936–1991)
- Andrzej Kozieł (* 1966)
- Stella Kramrisch (1896–1993)
- Katharina Krause (* 1960)
- Richard Krautheimer (1897–1994)
- Ulrike Krenzlin (* 1940)
- Ernst Kris (1900–1957)
- Roland Krischel (* 1961)
- Klaus Krüger (* 1957)
- Hans Erich Kubach (1909–1999)
- George Kubler (1912–1996)
- Franz Kugler (1808–1858)
- Herbert Kühn (1895–1980)
- Margarete Kühn (1902–1995)
- Ernst Kühnel (1882–1964)
- Charles Kuhn (1901–1985)
- Udo Kultermann (1927–2013)
- Stefan Kummer (* 1947)
- Karl Künstle (1859–1932)
- Hans-Joachim Kunst (1929–2007)
- Jan Siefke Kunstreich (1921–1991)
- David Kunzle
- Otto Kurz (1908–1975)
- Marek Kwiatkowski (1930–2016)

## L
- Charles Jules Labarte (1797–1880)
- Heinz Ladendorf (1909–1992)
- Jacqueline Lafontaine-Dosogne
- Gerard de Lairesse (1640–1711)
- Franz Landsberger (1883–1964)
- Lothar Lang (1928–2013)
- Julius Langbehn (1851–1907)
- Julius Henrik Lange (1838–1896)
- Petra Lange-Berndt
- Klaus Lankheit (1913–1992)
- Luigi Lanzi (1732–1810)
- Lars Olof Larsson (* 1938)
- Iris Lauterbach (* 1959)
- Jacques Lavalleye (1900–1974)
- Irving Lavin (1927–2019)
- Marilyn Aronberg Lavin (* 1925)
- Rensselaer Wright Lee
- Jeong-hee Lee-Kalisch
- Anton Legner (* 1928)
- Edgar Lehmann (1909–1997)
- Karl Lemcke (1831–1913)
- Alexandre Lenoir (1761–1839)
- Christian Lenz (* 1938)
- Wilhelmina Lepik-Kopaczyńska (1915–1962)
- Helmut R. Leppien (1933–2007)
- Michael Levey (1927–2008)
- Christa Lichtenstern (* 1943)
- Alfred Lichtwark (1852–1914)
- Norbert Lieb (1907–1994)
- Michail J. Liebmann (1920–2010)
- Ronald W. Lightbown
- Friedrich Lippmann (1838–1903)
- Sophie Lissitzky-Küppers (1891–1978)
- Dorit Litt (* 1959)
- Fritz Löffler (1899–1988)
- Hellmut Lorenz (* 1942)
- Giovanni Paolo Lomazzo (1538–1600)
- Roberto Longhi (1890–1970)
- Wolfgang Lotz (1912–1981)
- Henri Loyrette (* 1952)
- Edward Lucie-Smith (* 1933)
- Wilhelm Lübke (1826–1893)
- Heinrich Lützeler (1902–1988)
- Frits Lugt (1884–1970)
- Remmet van Luttervelt (1916–1963)
- Wilhelm August Luz (1892–1959)
- Karl von Lyka (1869–1965)

## M
- Neil MacGregor (* 1946)
- Hans Mackowsky (1871–1938)
- Heinrich Magirius (1934–2021)
- Denis Mahon (1910–2011)
- Wolfgang Maier-Preusker (* 1948)
- Émile Mâle (1862–1954)
- André Malraux (1901–1976)
- Karel van Mander (1548–1606)
- Michaela Marek (1956–2018)
- Roger Marijnissen (1923–2019)
- Raimond van Marle (1888–1936)
- Kurt Martin (1899–1975)
- Wilhelm Martin (1876–1954)
- Lu Märten (1879–1970)
- Lilli Martius (1885–1976)
- Thomas F. Mathews (* 1934)
- Carl Mayer von Mayerfels (1825–1883)
- Annaliese Mayer-Meintschel (1928–2020)
- Joseph Meder (1857–1934)
- Frederik van der Meer (1904–1994)
- Julius Meier-Graefe (1867–1935)
- Millard Meiss (1904–1975)
- Jörn Merkert (1946–2025)
- Franz Meyer (1919–2007)
- Johann Heinrich Meyer (1760–1832)
- Julius Meyer (1830–1893)
- Janina Michałkowa
- Ernst Michalski (1901–1936)
- Sergiusz Michalski
- Tanja Michalsky (* 1964)
- Antje Middeldorf Kosegarten (1931–2022)
- Ulrich Middeldorf (1901–1983)
- Gaetano Milanesi (1813–1895)
- Oliver Millar
- Friedrich Möbius (1928–2024)
- Charles S. Moffett (1945–2015)
- Hans Möhle (1903–1976)
- Lucia Moholy (1894–1989)
- Sibyl Moholy-Nagy (1903–1971)
- Herbert Molderings (* 1948)
- Philippe Lannes de Montebello (* 1936)
- Giovanni Morelli (1816–1891)
- Charles Rufus Morey (1877–1955)
- Karl Möseneder (* 1949)
- Nicola Moufang (1886–1967)
- Marcus Mrass
- Wolfgang J. Müller (1913–1992)
- Claudia Müller-Ebeling (* 1956)
- Cornelius Müller Hofstede (1898–1974)
- Justus Müller Hofstede (1929–2015)
- Pia Müller-Tamm (* 1957)
- Walter Müller-Wulckow (1886–1964)
- Eugène Müntz (1845–1902)
- Ludwig Münz (1889–1957)
- George Mullen (* 1974)
- Richard Muther (1860–1909)

## N
- Georg Kaspar Nagler (1801–1866)
- Lajos Németh (1929–1991)
- Sirarpie Der Nersessian (1896–1989)
- Johannes Neuhardt (* 1930)
- Carl Neumann (1860–1934)
- Mirjam Neumeister
- Alfred Neumeyer (1901–1973)
- Josef Neuwirth (1855–1934)
- Benedict Nicolson (1914–1978)
- Ruth Noack (* 1964)
- Linda Nochlin (1931–2017)
- Thomas Noll (* 1962)
- Alessandro Nova (* 1954)
- Fritz Novotny (1903–1983)

## O
- Konrad Oberhuber (1935–2007)
- Werner Oechslin (* 1944)
- Adam C. Oellers (* 1949)
- Robert Oertel (1907–1981)
- Richard Offner (1889–1965)
- Rudolf Oldenbourg (1887–1921)
- Doris Oltrogge
- Pellegrino Antonio Orlandi (1660–1727)
- Max Osborn (1870–1946)
- Hans Ost (* 1937)
- Gert von der Osten (1910–1983)
- Katharina Otto-Dorn (1908–1999)
- Elisabeth Oy-Marra
- Murk Daniël Ozinga (1902–1968)

## P
- Walter Paatz (1902–1978)
- Walter Pach (1883–1958)
- Otto Pächt (1902–1988)
- Hannelore Paflik-Huber (* 1954)
- Rudolfo Pallucchini (1908–1989)
- Roberto Pane (1897–1987)
- Erwin Panofsky (1892–1968)
- Gerda Panofsky-Soergel (1929–2024)
- Susanna Partsch (* 1952)
- Johann David Passavant (1787–1861)
- Giovanni Battista Passeri (um 1610–1679)
- Walter Pater (1839–1894)
- Gustav Pauli (1866–1938)
- Gregor Paulsson (1889–1977)
- Carlo Pedretti (1928–2018)
- Nicholas Penny (* 1949)
- Roland Penrose (1900–1984)
- Charles Perrault (1628–1703)
- Nikolaus Pevsner (1902–1983)
- Ulrich Pfisterer (* 1968)
- Paul Philippot
- Claude Phillips (1846–1924)
- Friedrich Piel (1931–2016)
- Andor Pigler (1899–1992)
- Roger de Piles (1635–1709)
- Wilhelm Pinder (1878–1947)
- Adriaan Pit (1860–1944)
- Leo Planiscig (1887–1952)
- Eduard Plietzsch (1886–1961)
- Joachim Poeschke (* 1945)
- Giovanni Poggi (1880–1961)
- John Pope-Hennessy (1913–1994)
- Arthur E. Popham (1889–1970)
- Anny E. Popp (1891–? [nach 1936])
- Arthur Kingsley Porter (1883–1933)
- Hans-Peter Porzner (* 1958)
- Chandler R. Post (1881–1959)
- Mario Praz (1896–1982)
- Rudolf Preimesberger (1936–2025)
- Hans Prinzhorn (1886–1933)
- Nikolaj Nikolajewitsch Punin (1888–1953)
- Leo van Puyvelde (1882–1965)

## Q
- Ferdinand von Quast (1807–1877)
- Antoine Chrysostôme Quatremère de Quincy (1755–1849)

## R
- Ada Raev (* 1955)
- Mihály Ráday
- Carlo L. Ragghianti (1910–1987)
- Max Raphael (1889–1952)
- Alexander Rauch (* 1943)
- Hans-Joachim Raupp
- August Bernhard Rave (* 1949)
- Paul Ortwin Rave (1893–1962)
- Herbert Read (1893–1968)
- Juliane Rebentisch (* 1970)
- Franz Reber (1834–1919)
- Edwin Redslob (1884–1973)
- Theodore Reff (* 1930)
- Ulrich Rehm (* 1964)
- Peter Reichelt (* 1958)
- Leopold Reidemeister (1900–1987)
- Stephan Reimertz (* 1962)
- Ad Reinhardt (1913–1967)
- Frédéric Reiset (1815–1891)
- Konrad Renger
- Cäcilia Rentmeister (* 1948)
- John Rewald (1912–1994)
- Corrado Ricci (1858–1934)
- Jonathan Richardson (1665–1745)
- Jean Paul Richter (1867–1937)
- Peter Anselm Riedl (1930–2016)
- Alois Riegl (1858–1905)
- Achim Riether (* 1959)
- Grete Ring (1887–1952)
- Cesare Ripa (um 1553–1622)
- David Moore Robinson (* 1953)
- Herwarth Röttgen (* 1931)
- Steffi Roettgen (* 1941)
- Flóris Rómer (1815–1889)
- Max Rooses (1839–1914)
- Heinz Rudolf Rosemann (1900–1977)
- Valeska von Rosen (* 1968)
- Adolf Rosenberg (1850–1906)
- Jakob Rosenberg (1893–1980)
- Raphael Rosenberg (* 1962)
- Robert Rosenblum (1927–2006)
- Mark Roskill (* 1933)
- Eberhard Roters (1929–1994)
- Hans Konrad Röthel (1909–1982)
- John Rothenstein (1901–1992)
- Pasquale Rotondi (1909–1991)
- Eberhard Ruhmer (1917–1996)
- Karin Rührdanz (* 1949)
- Karl Ruhrberg (1924–2006)
- Carl Friedrich von Rumohr (1785–1843)
- John Ruskin (1819–1900)

## S
- Eduard A. Šafařík (1928–2015)
- Karin Sagner (* 1955)
- Luigi Salerno (1924–1992)
- Mario Salmi (1889–1980)
- Roberto Salvini (1912–1985)
- Joachim von Sandrart (1606–1688)
- Willibald Sauerländer (1924–2018)
- Max Sauerlandt (1880–1934)
- Bénédicte Savoy (* 1972)
- Sigrid Schade (* 1954)
- Wulf Schadendorf (1926–1985)
- Emil Schäffer (1874–1944)
- Nikolaus Schaffer (* 1951)
- Rosa Schapire (1874–1954)
- Meyer Schapiro (1904–1996)
- Alois Schardt (1889–1955)
- Peter Schatborn (* 1936)
- Thomas Schauerte (* 1967)
- Martin Schawe (* 1955)
- Karl Scheffler (1869–1951)
- Barbara Schellewald (* 1952)
- August Wilhelm Schlegel (1767–1845)
- Friedrich Schlegel (1772–1829)
- Hubertus Schlenke (* 1969)
- Julius von Schlosser (1866–1938)
- Fritz Schmalenbach (1909–1984)
- Werner Schmalenbach (1920–2010)
- August Schmarsow (1853–1936)
- Heinrich Alfred Schmid (1863–1951)
- Georg Schmidt (1896–1965)
- Hans Werner Schmidt (1904–1991)
- Hans-Werner Schmidt (* 1951)
- Johann-Karl Schmidt (* 1942)
- Paul Ferdinand Schmidt (1878–1955)
- Peter Schmidt (* 1964)
- Werner Schmidt (1930–2010)
- Viktoria Schmidt-Linsenhoff (1944–2013)
- Frederik Schmidt-Degener (1881–1941)
- Otto Schmitt (1890–1951)
- Josef Adolf Schmoll genannt Eisenwerth (1915–2010)
- Karl Schnaase (1798–1875)
- Bernhard Schnackenburg (1938–2024)
- Manfred Schneckenburger (1938–2019)
- Uwe M. Schneede (* 1939)
- Norbert Schneider (1945–2019)
- Rainer Schoch (* 1943)
- Barbara Schock-Werner (* 1947)
- Wolfgang Schöne (1910–1989)
- Christian Schoen (* 1970)
- Hubert Schrade (1900–1967)
- Klaus Schrenk (* 1949)
- Ernst Schubert (1927–2012)
- Paul Schubring (1869–1935)
- Bernhard Schütz (1941–2023)
- Sabine Schulze (* 1954)
- Peter Klaus Schuster (* 1943)
- Sascha Schwabacher (1875–1943)
- Klaus Schwager (1925–2016)
- Gary Schwartz (* 1940)
- Gunter Schweikhart (1939–1997)
- Stephan Schwingeler (* 1979)
- Dietrich Seckel (1910–2007)
- Elisabeth Sears (* 1952)
- Richard Sedlmaier (1890–1963)
- Hans Sedlmayr (1896–1984)
- Hans-Georg Sehrt (1942–2019)
- Max Seidel (* 1940)
- Ernst Seidl (* 1961)
- Woldemar von Seidlitz (1850–1922)
- Hana Seifertová (* 1934)
- Peter Selz (1919–2019)
- Jean Baptiste Louis Georges Seroux d’Agincourt (1730–1814)
- Doris Shadbolt (1918–2003)
- John Shearman (1931–2003)
- Steffen Siegel (* 1976)
- Otto von Simson (1912–1993)
- Lubomír Slavíček (* 1949)
- Ruth Slenczka (* 1967)
- Seymour Slive (1920–2014)
- Joseph Curtis Sloane (1909–1998)
- Earl Baldwin Smith (1888–1956)
- Brigitte Sölch (* 1969)
- Änne Söll (* 1969)
- Clemens Sommer (1891–1962)
- Hubertus Falkner von Sonnenburg (1928–2004)
- Ellen Spickernagel (* 1941)
- Werner Spies (* 1937)
- Anton Springer (1825–1891)
- Rainer Stamm (* 1967)
- Alfred Stange (1894–1968)
- Wolfgang Stechow (1896–1974)
- Leo Steinberg (1920–2011)
- Bożena Steinborn (* 1930)
- Ernst Steinmann (1866–1934)
- Erich Stephany (1910–1990)
- Katlijne van der Stighelen (* 1959)
- Kristine Stiles (* 1947)
- Whitney Stoddard (1913–2003)
- Adrian Stokes (1902–1972)
- Andreas Strobl (* 1965)
- Roy Strong (* 1935)
- Josef Strzygowski (1862–1941)
- Robert Suckale (1943–2020)
- John Summerson (1904–1992)
- Werner Sumowski (1931–2015)
- Igino Benvenuto Supino (1858–1940)
- Nicola Suthor
- Hanns Swarzenski (1903–1985)
- Karl Maria Swoboda (1889–1977)
- Dirk Syndram (* 1955)
- Katharina Sykora (* 1955)

## T
- Andreas Tacke (* 1954)
- Hippolyte Taine (1828–1893)
- Silke Tammen (1964–2018)
- Wolf Tegethoff (* 1953)
- Anna Teut (1926–2018)
- Moritz Thausing (1838–1884)
- Ulrich Thieme (1865–1922)
- Henry Thode (1857–1920)
- Christof Thoenes (1928–2018)
- Kerstin Thomas (* 1970)
- Théophile Thoré (1807–1869)
- Erica Tietze-Conrat (1883–1958)
- Hans Tietze (1880–1954)
- Agnes Tieze (* 1970)
- Hans Tintelnot (1909–1970)
- Pietro Toesca (1877–1962)
- Charles de Tolnay (1899–1981)
- Jörg Traeger (1942–2005)
- Eduard Trier (1920–2009)
- Hugo von Tschudi (1851–1911)
- Astrid Tümpel (1944–2017)
- Christian Tümpel (1937–2009)
- Nicholas Turner (* 1947)

## U
- Wilhelm Uhde (1874–1947)
- Hermann Uhde-Bernays (1873–1965)
- Ernst Ullmann (1928–2008)
- Wolfgang Ullrich (* 1967)
- Zsuzsa Urbach (* 1933)
- Günter Urban (1926–2017)
- Emil Utitz (1883–1956)

## V
- Wilhelm R. Valentiner (1880–1958)
- Rose Valland (1898–1980)
- Kirk Varnedoe (1946–2003)
- Giorgio Vasari (1511–1574)
- Pierluigi De Vecchi
- Adolfo Venturi (1856–1941)
- Lionello Venturi (1885–1961)
- René Verbraeken (1927–2009)
- Franz-Joachim Verspohl (1946–2009)
- Eugène Viollet-le-Duc (1814–1879)
- Friedrich Theodor Vischer (1807–1887)
- Robert Vischer (1847–1933)
- Georg Vitzthum von Eckstädt (1880–1945)
- Wilhelm Vöge (1868–1952)
- Willem Vogelsang (1875–1954)
- Christoph Martin Vogtherr (* 1965)
- Ludwig Volkmann (1870–1947)
- Hans Vollmer (1878–1969)
- Paul Vogt (1926–2017)
- Julia Voss (* 1974)

## W
- Gustav Friedrich Waagen (1794–1868)
- Henri van de Waal (1910–1972)
- Martin Wackernagel (1881–1962)
- Ernst Wackenroder (1876–1959)
- Wilhelm Heinrich Wackenroder (1773–1798)
- Stephan Waetzoldt (1920–2008)
- Wilhelm Waetzoldt (1880–1945)
- Monika Wagner (* 1944)
- Emil Waldmann (1880–1945)
- John Walker (1906–1995)
- John Walsh (* 1937)
- Aby Warburg (1866–1929)
- Carsten-Peter Warncke (* 1947)
- Martin Warnke (1937–2019)
- Ellis Waterhouse
- Francis Watson (1907–1992)
- Rolf Wedewer (1932–2010)
- Gregor Wedekind (* 1963)
- Tristan Weddigen (* 1969)
- Martin Weinberger (1893–1965)
- Werner Weisbach (1873–1953)
- Kurt Weitzmann (1904–1993)
- Josepha Weitzmann-Fiedler (1904–2000)
- Heinrich Weizsäcker (1862–1945)
- Matthias Weiß
- Barbara Welzel (* 1961)
- Iris Wenderholm (* 1977)
- Silke Wenk (* 1949)
- Carola Wenzel
- Stefan Weppelmann (* 1970)
- Otto Karl Werckmeister (1934–2023)
- Gabriele Werner (* 1958)
- Herta Wescher (1899–1971)
- Ernst van de Wetering (1938–2021)
- Harold E. Wethey (1902–1984)
- Arthur K. Wheelock (* 1943)
- John White (1924–2021)
- Siegfried Wichmann (1921–2015)
- Franz Wickhoff (1853–1909)
- Jürgen Wiener (* 1959)
- Helene Wieruszowski (1893–1978)
- Daniel Wildenstein (1917–2001)
- Georges Wildenstein (1892–1963)
- Juliet Wilson-Bareau (* 1935)
- Johann Joachim Winckelmann (1717–1768)
- Edgar Wind (1900–1971)
- Hans Maria Wingler (1920–1984)
- Friedrich Winkler (1888–1965)
- Matthias Winner (* 1931)
- Dethard von Winterfeld (* 1938)
- Franz Winzinger (1910–1983)
- Irmgard Wirth (1915–2012)
- Fritz Witte (1876–1937)
- Susanne Wittekind (* 1964)
- Margot Wittkower (1902–1995)
- Rudolf Wittkower (1901–1971)
- Karl Woermann (1844–1933)
- Heinrich Wölfflin (1864–1945)
- Gerhard Wolf (* 1952)
- Franz von Wolff Metternich (1893–1978)
- Alfred Woltmann (1841–1880)
- Christopher S. Wood (* 1961)
- Francis Wormald (1904–1972)
- Ralph Nicholson Wornum (1812–1877)
- Wilhelm Worringer (1881–1965)
- Franzsepp Würtenberger (1909–1998)
- Manfred Wundram (1925–2015)
- Alfred von Wurzbach (1846–1915)
- Beat Wyss (* 1947)

## Y
- Frances Yates (1899–1981)

## Z
- Anna Zádor
- Thomas Zaunschirm (* 1943)
- Frank Günter Zehnder (* 1938)
- Rudolf Zeitler (1912–2005)
- Ursula Zeller (* 1958)
- Federico Zeri (1921–1998)
- Antoni Ziemba (* 1960)
- Alfred Ziffer (1957–2017)
- Ernst Heinrich Zimmermann (1886–1971)
- Michael F. Zimmermann (1958–2025)
- Werner Zimmermann (1893–1982)
- Detlef Zinke (1947–2022)
- Claus Zoege von Manteuffel (1926–2009)
- Kurt Zoege von Manteuffel (1881–1941)
- Paul Zucker (1888–1971)
- Frank Zöllner (* 1956)
- Armin Zweite (* 1941)